# Lijst van oorlogsmonumenten in Alphen aan den Rijn
De Nederlandse gemeente Alphen aan den Rijn heeft 11 oorlogsmonumenten. Hieronder een overzicht.
| Nr.                             | Object                                                        | Herdachte groep | Ontwerper                     | Onthulling        | Type               | Locatie                                   | Plaats                                             | Coördinaten                  | Foto                              |
| ------------------------------- | ------------------------------------------------------------- | --- | ----------------------------- | ----------------- | ------------------ | ----------------------------------------- | -------------------------------------------------- | ---------------------------- | --------------------------------- |
| 302                             | Oorlogsmonument                                               | militairen in dienst van het Ned. Kon. na 1945, militairen in dienst van het Ned. Kon. 1940-1945, verzet Nederland   | F.G. van Riemsdijk            | 4 september 1948  | zuil               | Raadhuisplein 1, 2771 EK                  | Boskoop                                            | 52° 4' 29" NB, 4° 39' 24" OL | Meer afbeeldingen                 |
| 818                             | Joods monument                                                | vervolgden Nederland                                                                                                 | Dick Elffers (1910-1990)      | 19 mei 1990       | gedenksteen        | Raoul Wallenbergplein, 2405 CZ            | Alphen aan den Rijn                                | 52° 7' 45" NB, 4° 39' 28" OL | Meer afbeeldingen                 |
| 822                             | Verzetsmonument                                               | militairen in dienst van het Ned. Kon. na 1945, militairen in dienst van het Ned. Kon. 1940-1945, verzet Nederland   |                               |                   | begraafplaats/graf | Spoorlaan 14, 2471 PA                     | Zwammerdam                                         | 52° 6' 13" NB, 4° 43' 9" OL  | Verzetsmonument                   |
| 823                             | Indië-monument                                                | militairen in dienst van het Ned. Kon. na 1945                                                                       |                               | 12 april 1997     | gedenksteen        | Hazeveld, 2405 AD                         | Alphen aan den Rijn                                | 52° 7' 22" NB, 4° 39' 40" OL | Meer afbeeldingen                 |
| 825                             | Verzetsmonument                                               | verzet Nederland | Ad Slinger                    | 4 mei 1955        | beeld/sculptuur    | Dorpsstraat 40, 2445 AJ                   | Aarlanderveen                                      | 52° 8' 28" NB, 4° 43' 44" OL | Meer afbeeldingen                 |
| 2066                            | Verzetsmonument                                               | verzet Nederland | Oswald Wenckebach (1895-1962) | 4 mei 1949        | beeld/sculptuur    | Burg. Visserpark 12, 2405 CR              | Alphen aan den Rijn                                | 52° 7' 53" NB, 4° 39' 36" OL | Meer afbeeldingen                 |
| 2856                            | Monument voor Zacharias de Korte                              | verzet Nederland | Wim Harzing                   | 4 mei 1947        | reliëf             | Paradijslaan 6, 2405 CC                   | Alphen aan den Rijn                                | 52° 7' 39" NB, 4° 39' 38" OL | Meer afbeeldingen                 |
| 2940                            | Joods monument (2)                                            | vervolgden Nederland                                                                                                 |                               | 13 juni 1949      | overig             | Verlengde Aarkade 22, 2406 LB             | Alphen aan den Rijn                                | 52° 7' 54" NB, 4° 40' 42" OL | Joods monument (2)                |
|                                 | Graf van verzetsstrijder Wouter den Hertog                    | verzet Nederland |                               |                   | grafmonument       | Oosterbegraafplaats, Verlengde Aarkade 22 | Alphen aan den Rijn                                | 52° 7' 54" NB, 4° 40' 42" OL |                                   |
| 3038                            | Monument voor P.N. van der Hoeven                             | militairen in dienst van het Ned. Kon. na 1945                                                                       |                               | 22 september 2001 | gedenksteen        | Dr. Albert Schweizerlaan 43               | Benthuizen                                         | 52° 4' 33" NB, 4° 32' 33" OL | Monument voor P.N. van der Hoeven |
| 3039                            | Oorlogsmonument                                               | militairen in dienst van het Ned. Kon. na 1945, militairen in dienst van het Ned. Kon. 1940-1945, burgerslachtoffers |                               |                   | gedenksteen        | Bilderdijklaan tegenover nr. 43           | Hazerswoude-Rijndijk                               | 52° 7' 43" NB, 4° 35' 25" OL | Oorlogsmonument                   |
| 3040                            | Oorlogsmonument                                               | militairen in dienst van het Ned. Kon. na 1945, militairen in dienst van het Ned. Kon. 1940-1945, burgerslachtoffers | W. Emans                      | 20 november 1940  | gedenksteen        | Hoogewaard 9                              | Koudekerk aan den Rijn                             | 52° 7' 50" NB, 4° 36' 54" OL | Oorlogsmonument                   |
|                                 | Ster en gedenkteken, Joods monument (3)                       | vervolgden Nederland                                                                                                 | Jona Geers                    | 2012              | sculptuur          | Aarkade bij 61                            | Alphen aan den Rijn                                | 52° 7' 50" NB, 4° 40' 4" OL  | Meer afbeeldingen                 |
| 4109                            | Herdenkingsbank Halifax MZ297                                 | geallieerde militairen                                                                                               | Joost Zwanenburg              | 13 juni 2018      | bank               | Herenhof (Winkelcentrum)                  | Alphen aan den Rijn                                | 52° 9' 1" NB, 4° 39' 37" OL  | Herdenkingsbank Halifax MZ297     |
|                                 | Plaquette voor J.J.D. van Leeuwen, G. Goedhart en J. Heemrood | militairen in dienst van het Ned. Kon.                                                                               |                               |                   | plaquette          | Sportlaan 9 (AVV Alphen), 2406 LD         | Alphen aan den Rijn                                | 52° 8' 0" NB, 4° 40' 32" OL  |                                   |
| Dit oorlogsmonument op Wikidata | Stolpersteine                                                 | vervolgden Nederland                                                                                                 | Gunter Demnig                 |                   | relief             |                                           | Zie Lijst van Stolpersteine in Alphen aan den Rijn |                              | Meer afbeeldingen                 |

Alblasserdam ·
Albrandswaard ·
Alphen aan den Rijn ·
Barendrecht ·
Bodegraven-Reeuwijk ·
Capelle aan den IJssel ·
Delft ·
Den Haag ·
Dordrecht ·
Goeree-Overflakkee ·
Gorinchem ·
Gouda ·
Hardinxveld-Giessendam ·
Hendrik-Ido-Ambacht ·
Hillegom ·
Hoeksche Waard ·
Kaag en Braassem ·
Katwijk ·
Krimpen aan den IJssel ·
Krimpenerwaard ·
Lansingerland ·
Leiden ·
Leiderdorp ·
Leidschendam-Voorburg ·
Lisse ·
Maassluis ·
Midden-Delfland ·
Molenlanden ·
Nieuwkoop ·
Nissewaard ·
Noordwijk ·
Oegstgeest ·
Papendrecht ·
Pijnacker-Nootdorp ·
Ridderkerk ·
Rijswijk ·
Rotterdam ·
Schiedam ·
Sliedrecht ·
Teylingen ·
Vlaardingen ·
Voorne aan Zee ·
Voorschoten ·
Waddinxveen ·
Wassenaar ·
Westland ·
Zoetermeer ·
Zoeterwoude ·
Zuidplas ·
Zwijndrecht